# Лабе (Гвінея)
Лабе (фр. Labé) — місто в центральній частині Гвінеї, адміністративний центр провінції Лабе.

## Географія
Місто розташовано за 450 на північний схід від столиці країни, міста Конакрі, на висоті 927 м над рівнем моря. Клімат міста — тропічний, зі значними відмінностями між денними та нічними температурами. Спекотно упродовж всього року; середня річна кількість опадів становить близько 1500 мм (майже всі вони випадають у період з травня до жовтня).

## Історія розвитку
Місто засновано 1755 року мусульманським проповідником Карамоко Альфа мо Лабе, який поширював іслам у тому регіоні. До французької колонізації Лабе було столицею провінції Дівал. Нині є важливим центром торгівлі; також місто славиться ткацтвом, виробництвом взуття й меду. Є аеропорт Тата, однак з середини 2000-их років регулярні рейси до Лабе не здійснюються.

## Населення
За даними 2013 року чисельність населення міста становила 60 686 осіб.
Динаміка чисельності населення за роками:
| 1996   | 2013   |
| ------ | ------ |
| 49 512 | 60 686 |

## Відомі уродженці
- Селу Далейн Діалло — колишній прем'єр-міністр Гвінеї.
- Сіраду Діалло — гвінейський політик і журналіст.